# Tokio-Marathon 2010
| 4. Tokio-Marathon     | 4. Tokio-Marathon                |
| --------------------- | -------------------------------- |
| Stadt                 | Tokio, Japan                     |
| Datum                 | 28. Februar 2010                 |
| Distanz               | 42,195 Kilometer                 |
| Sieger                |                                  |
| Männer                | Masakazu Fujiwara (2:12:19 h)    |
| Frauen                | Alewtina Biktimirowa (2:34:39 h) |
| ← Tokio-Marathon 2009 | Tokio-Marathon 2011 →            |
| Website               | Offizielle Website               |

Der Tokio-Marathon 2010 (jap. 東京マラソン2010, Tōkyō Marason 2010) war die 4. Ausgabe der jährlich stattfindenden Laufveranstaltung in Tokio, Japan. Der Marathon fand am 28. Februar 2010 statt.
Bei den Männern gewann Masakazu Fujiwara in 2:12:19 h, bei den Frauen Alewtina Biktimirowa in 2:34:39 h.

## Ergebnisse

### Männer
| Platz | Athlet             | Land    | Zeit (h) |
| ----- | ------------------ | ------- | -------- |
| 01    | Masakazu Fujiwara  | Japan   | 2:12:19  |
| 02    | Arata Fujiwara     | Japan   | 2:12:34  |
| 03    | Atsushi Satō       | Japan   | 2:12:35  |
| 04    | Yūki Kawauchi      | Japan   | 2:12:36  |
| 05    | Tomoya Adachi      | Japan   | 2:12:46  |
| 06    | Joseph Muwaniki    | Japan   | 2:12:53  |
| 07    | Rachid Kisri       | Marokko | 2:12:59  |
| 08    | Takaaki Koda       | Japan   | 2:13:04  |
| 09    | Salim Kipsang      | Kenia   | 2:13:16  |
| 10    | Kiyokatsu Hasegawa | Japan   | 2:15:15  |

### Frauen
| Platz | Athletin             | Land                | Zeit (h) |
| ----- | -------------------- | ------------------- | -------- |
| 01    | Alevtina Biktimirova | Russland            | 2:34:39  |
| 02    | Robe Guta            | Äthiopien           | 2:36:29  |
| 03    | Nuța Olaru           | Rumänien            | 2:36:42  |
| 04    | Maki Kouno           | Japan               | 2:39:01  |
| 05    | Jing Yang            | Volksrepublik China | 2:41:04  |
| 06    | Yumi Satō            | Japan               | 2:43:01  |
| 07    | Wakana Hanadou       | Japan               | 2:44:03  |
| 08    | Julia Mumbi Muraga   | Kenia               | 2:45:11  |
| 09    | Yoshimi Kasezawa     | Japan               | 2:47:03  |
| 10    | Noriko Hirao         | Japan               | 2:47:32  |